# Албрехт I от Льовен
Свети Албрехт I от Льовен или Алберт от Лиеж (на френски: Albert de Louvain, Albert de Liège; на нидерландски: Albert van Leuven; на немски: Albrecht I von Löwen, Albert von Lüttich, * ок. 1165, † 24 ноември 1192 (или 1191 или 1193), Реймс) е от 1191 до 1192 г. епископ на Лиеж, кардинал и Светия.

## Биография
Той е вторият син на херцог Готфрид III († 1190) и първата му съпруга Маргарете от Лимбург (1135 – 1172), дъщеря на Хайнрих II от Лимбург. Брат е на Хайнрих I (1165 – 1235), от 1183 г. херцог на Брабант.
Албрехт е убит на 24 ноември 1192 г. (или 1191) в Реймс от трима германци, които вероятно са подтикнати за деянието си от император Хайнрих VI.
През 1613 г. Албрехт от Льовен е обявен от папата за Светия. Тленните му останки са закарани от Рейм в Брюксел. Албрехт е патрон закрилник на кралете на Белгия.